# Operafjellet
Operafjellet er et fjeld/bjerg på Spitsbergen, Svalbard i Norge. Det er 951 meter højt og er placeret på nordsiden af Adventfjorden. Det er opkaldt efter landskabet på vestsiden af fjeldet der minder om et amfiteater.
Den 29. august 1996 styrtede et Tupolev Tu-154 fly (Vnukovo Airlines Flight 2801) ned på Operafjellet under indflyvningen til Svalbard Lufthavn ved Longyearbyen. Alle 141 om bord omkom ved ulykken.